# Dental fotografering
Dental fotografering är fototekniken inom ortodonti, estetisk tandvård och patientundervisning.

## Teknik
Viktiga faktorer att ta hänsyn till är att objekten är högreflekterande, små och mer eller mindre dolda i munhålan, vilket ger svåra kontrast- och belysningsförhållanden.
Lämplig optik är ett makroobjektiv försett med ringblixt. Ringblixten tenderar att ge ett platt intryck och ett alternativ är två belysningskällor. Huvuduppgiften är dokumentation och viktigt är att använda en standardiserad position. För att ge enhetliga bilder bör kamerans optiska axeln ligga i linje med bitplanet.
För vertikala foton eller intraorala bilder används spegel i munhålan.
Ytterligare faktorer att tänka på är filmens/sensorns känslighet (ISO), skärpedjup och färgtemperatur. Numera används digitalkamera, 6 megapixel torde vara tillräckligt.
Digital utrustning finns på marknaden för enklare fotografering med mobiltelefon, försedd med två belysningskällor LED.
För porträttfotografering är det viktigt att använda en standardiserad uppställning, med patientens och kamerans position, belysningsförhållanden etcetera repeterbara.

## Utrustning
Makroobjektiv 100 mm, ringblixt alternativt två belysningskällor. Alternativt en digitalkameran med ett makroobjektiv på 60 mm, och med annat arbetsavstånd.
Speglar av metall eller glas för intraorala och vertikala bilder. Munvinkelhållare (retractorer) för att ge utrymme åt tagningen. Svarta inlägg bakom tänderna för att ge kontrast i bilden.